# Louis-Emmanuel Jadin

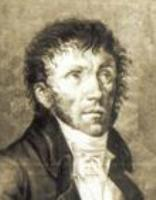
Louis-Emmanuel Jadin.

Louis-Emmanuel Jadin (* 21. September 1768 in Versailles; † 11. April 1853 in Paris) war ein französischer Komponist.

## Leben
Louis-Emmanuel Jadin, Sohn des aus dem heutigen Belgien stammenden Musikers Jean-Baptiste Jadin (1744–1790), der als Violinist in der Hofkapelle in Versailles tätig  war, bekam von seinem Vater den ersten Musikunterricht. Weiteren Unterricht erhielt er als page de la musique am Hofe Ludwig XV. 1783 engagierte ihn das Théâtre Montansier in Versailles als Cembalist. 1792 trat er dem Orchester der Garde nationale bei. Zwischen 1792 und 1795 machte er zahlreiche Konzertreisen durch verschiedene Städte Frankreichs, zeitweise gemeinsam mit François-Adrien Boieldieu. 1796 wurde er Professor für Notenlehre (Solfège) am Pariser Konservatorium, er wurde jedoch aus finanziellen Engpässen zwei Jahre später entlassen. 1802 konnte er wieder seine Stelle am Konservatorium besetzen, ab 1805 auch als Klavierlehrer, die er bis zu seinem Rücktritt 1816 ausübte. 1806 wurde er Kapellmeister des neu gegründeten Théâtre Molière. Zusammen mit seinem Bruder Hyacinthe Jadin hatte er Einfluss auf die Gestaltung des Blasorchesterstils im ausgehenden 18. Jahrhundert. Am 1. Mai 1821 wurde Louis-Emmanuel Jadin Ritter der Ehrenlegion.
Jadin war ein gefragter Lehrer, Komponist und Musiker. Er hinterließ ein umfangreiches Werkverzeichnis, das viele Opern, eine Anzahl von Messen, Chormusik, Liedern, Instrumentalkonzerten, Kammermusikwerken und Klavierwerke umfasst.

## Werke (Auswahl)

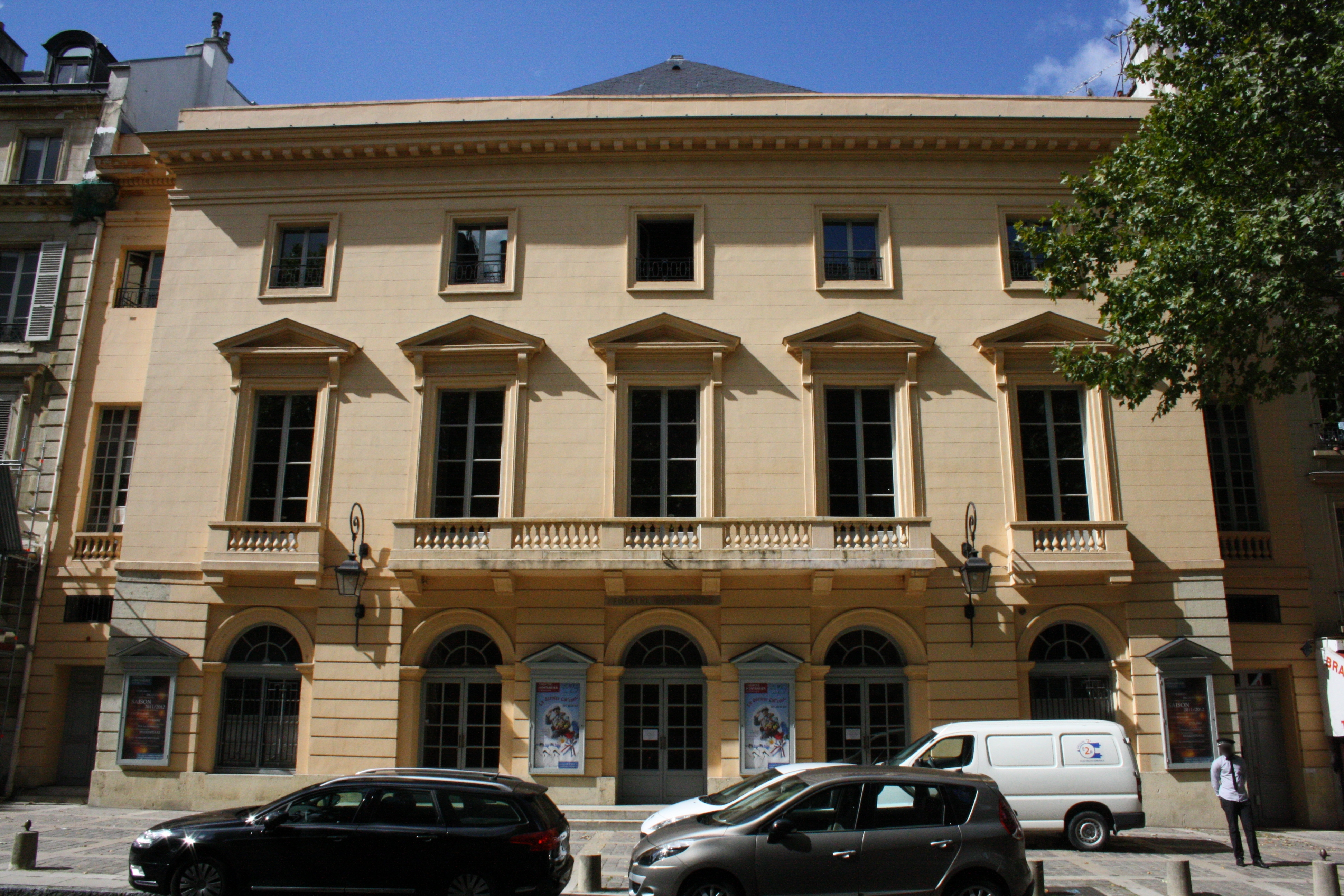
Théâtre Montansier

### Opern
- 1788 Guerre ouverte ou Ruse contre ruse 3 Akte
- 1790 Constance et Gernand 1 Akt
- 1790 Joconde nach Jean de La Fontaine 3 Akte
- 1790 La Religieuse danoise ou La Communauté de Copenhague 3 Akte (auch als Le Duce de Waldeza)
- 1791 La Vengeance du bailli ou La Suite d’Annette et Lubin 2 Akte
- 1791 L’Heureux Stratagème 2 Akte
- 1792 Amélie de Monfort 3 Akte
- 1792 Il signor di Pursognac nach Molière
- 1792 L’Avare puni 1 Akt
- 1793 Les Talismans 3 Akte
- 1793 Le Coin de feu 1 Akt
- 1793 Le Siège de Thionville 2 Akte
- 1794 Le Congrès des rois (zusammen mit 11 anderen Komponisten, worunter Nicolas-Marie Dalayrac, André Ernest Modeste Grétry, Étienne-Nicolas Méhul)
- 1794 Alisbelle ou Les Crimes de la féodalité 3 Akte
- 1794 L’Apothéose du jeune Barra 1 Akt
- 1794 Agricol Viala ou Le Jeune Héros de la Durance 1 Akt
- 1794 L’Écolier en vacances 1 Akt
- 1795 Le Cabaleur 1 Akt
- 1795 Le Lendemain de noces 1 Akt
- 1795 Loizerolles ou L’Héroïsme paternel 1 Akt
- 1796 Le Mariage de la veille 1 Akt
- 1796 Mélusine et Gerval (Méline et Ferval)
- 1796 Le Négociant de Boston 1 Akt
- 1796 Les Deux Lettres 1 Akt
- 1796 Le Défi hasardeux 2 Akt
- 1797 Les Bons Voisins 1 Akt
- 1798 Candos ou Les Sauvages du Canada 3 Akte
- 1798 La Paix ou Le Triomphe de l’Humanité
- 1803 Mahomet II 3 Akte
- 1804 Jean Bart et Patoulet 1 Akt
- 1804 Mon cousin de Paris 1 Akt
- 1804 La Grand-mère 2 Akte
- 1805 Les Trois Prétendus 1 Akt
- 1805 Le Grand-père ou Les Deux Ages 1 Akt
- 1805 Charles Coypel ou La Vengeance d’un peintre 1 Akt
- 1806 Les Deux Aveugles de Tolède 1 Akt
- 1807 Les Arts et l’amitié
- 1810 La Partie de campagne 1 Akt
- 1812 L’Auteur malgré lui ou La Pièce tombée 1 Akt
- 1816 L’Inconnu ou Le Coup d’épée viager 3 Akte
- 1817 La Gueule du lion ou La Mère esclave 3 Akte
- 1822 Fanfan et Colas ou Les Frères de lait 1 Akt
- Jean et Geneviève

### Werke für Orchester
- La Bateille d’Austerlitz (Sinfonie für großes Orchester) (1806)
- 4 Klavierkonzerte op. 9 (1810)
- Mehrere konzertante Sinfonien
- Fantaisie concertante in g für Harfe, Klavier und Orchester (Allegro risoluto - Adagio - Allegro moderato) (um 1820)

### Werke für Blasorchester
- Symphonie pour Orchestre à vent in F-Dur (1794)
- Ouverture in C-Dur
- Marche in F-Dur
- Pas de Manoeuvre in F-Dur (1794)
- Hymne der befreiten Sklaven
- Hymne an Jean-Jacques Rousseau

### Messen
- Requiem für 3 Vokal-Solisten, 3 Posaunen und Kontrabass
- Messe solannelle (1828)
- Messe solannelle (1835)

### Kammermusik
- Sonate en ré Majeur pour clavecin avec flûte obligée
- Sonate en sol majeur opus X n° 3 pour clavecin ou piano-forte, flûte et basse
- Sonate en sol majeur opus XIII n° 1 pour piano-forte, flûte et basse
- Sonate en sol majeur pour clavecin ou piano-forte avec accompagnement de flûte
- 4 Arien für Horn und Harfe
- Duo für Harfe und Klavier
- 6 Quartetti op. 1 (1777)
- 3 Quatuors concertants  op. 3
- 3 Nouveaux quatuors (1805)
- Grand Quintette (1836)
- Trois Grands Quatuors pour deux violons, alto et violoncelle (um 1814, Friedrich III. von Preußen gewidmet)
- Trois Trios für Klavier, Violine und Cello
- 3 Nocturnes für Flöte, Klarinette, Horn und Fagott
- 3 Fantasien für Horn und Klavier